# استخدام
استخدام به‌عنوان واژه، به معنی «به خدمت گرفتن» است. در حالت کلی استخدام به قراردادی که میان کارمند و کارفرما بسته می‌شود، می‌گویند. این قرارداد، می‌تواند شامل تضمین گفتاری و نوشتاری برای ارائهٔ خدمات و کنترل و نظارت بر انجام کاری باشد که میان طرف‌ها، بسته می‌شود. این قرارداد، معمولاً با تضمین سود از جانب کارگر برای کارفرما همراه با تعیین مزد است. شرایط لازم در این قرارداد نوع کار ساعات کار مبلغ مزد مورد توافق و دیگر شرایط به صورت کاملاً شفاف در این قرارداد، درج می‌گردد.
استخدام فرایند یافتن، غربالگری و در نهایت جذب نامزدهای شغلی واجد شرایط است. فرایند استخدام می‌تواند نسبتاً ساده باشد، اما پیشرفت در فناوری، بازار کار فشرده و مجموعه نیروی کار که ممکن است پنج نسل را در بر بگیرد، می‌تواند اولین گام - یافتن نامزدهای بالقوه - را به ویژه چالش‌برانگیز کند. استخدام بخش کلیدی مدیریت منابع انسانی (HR) است و توسط مدیر استخدام و سایر افراد درگیر در فرایند استخدام پشتیبانی می‌شود. تلاش‌های ماهر برای استخدام، یک شرکت را متمایز می‌کند و برای کارمندان بالقوه جذاب‌تر می‌شود، استراتژی که می‌تواند مستقیماً بر نتیجه شرکت تأثیر بگذارد.